# Upon This Dawning
Upon This Dawning è stato un gruppo metalcore italiano originario di Brescia, fondato nel 2006.

## Storia
Fondato a Brescia verso la fine del 2006 da Nicola Giannelli (cantante), Matteo Botticini (chitarrista), Gianluca Molinari (bassista) e Luca Orio (batterista), il gruppo pubblica a settembre 2007 una demo, Count the Seconds Before Your Last Breath. All'inizio del 2008 si aggiunge anche Matteo Bertizzolo (screamer), con cui viene registrata una demo contenente due brani inediti.
Registrato ad agosto, il primo album in studio, On Your Glory We Build Our Empire, viene pubblicato nel dicembre 2009 con la Slakeless Heart Records.
Grazie al rapido successo e a una fanbase in costante crescita, ottenuti grazie ad una frenetica attività di tournée, vengono notati dalla società di management Ghost Agency, con cui firmano un contratto.
Successivamente partecipano a concerti di gruppi come Asking Alexandria, Underoath, Motionless in White, Blessthefall, Pierce the Veil, Dance Gavin Dance e In Fear and Faith.
Tra il 2010 e il 2011, Matteo Bertizzolo e Nicola Giannelli lasciano il gruppo. Giani Molinari passa dal basso alla voce, si uniscono al gruppo Andrea Moserle (tastiere), Matteo Leone (basso) e Carlo Todeschini (chitarra).
Successivamente firmano con Fearless Records, con cui pubblicano il loro secondo album in studio, To Keep Us Safe, il 22 ottobre 2012. Questo include una collaborazione con Chris Motionless e una cover del brano Call Me Maybe, che compare anche su Punk Goes Pop 5.
Nel giugno 2013 Giani Molinari lascia il gruppo e viene sostituito da Daniele Nelli (ex cantante dei Tasters). Seguono Luca Orio, Carlo Todeschini e Andrea Moserle. Orio viene sostituito da Gabriele Magrini, che nel 2014 viene a sua volta sostituito da Chris Deets. Deets abbandonerà poi improvvisamente nell'aprile 2015, a seguito di una disputa con gli altri membri, costringendo il gruppo a saltare le prime tre date del The IX Lives Tour con gli Ice Nine Kills. Viene sostituito da Giovanni Cilio.
Nel 2014 passano da Fearless Records ad Artery Recordings, con cui pubblicano Il terzo album in studio, We Are All Sinners, il 29 aprile 2014. Questo risente maggiormente di influenze doom, death e black metal, portando anche temi quali il peccato e l'inferno.

### Scioglimento del gruppo
Verso la fine del 2016 il gruppo si prende una pausa a causa della scelta di Nelli e Botticini di seguire un percorso trap, fondando il duo Danien & Theø. Nel 2020, due anni dopo l'uscita del loro album di debutto La Dolce Vita, il duo si separa e Theø inizia il progetto emo-punk La Sad, con Fiks e Plant (con i quali ha convissuto per un periodo a Milano durante il lockdown dovuto alla pandemia di COVID-19). Danien lavora occasionalmente alla produzione dei loro brani.

## Formazione
Ultima
- Matteo Botticini – chitarra (2006-2016)
- Daniele Nelli – voce (2013-2016)
- Giovanni Cilio – batteria (2015-2016)
- Matteo Leone – basso (2010-2016)

Ex componenti
- Matteo Bertizzolo – screaming (2006-2010)
- Nicola Giannelli – voce (2006-2010)
- Gianluca Molinari – basso (2006-2010), voce (2010-2013)
- Luca Orio – batteria (2006-2013)
- Andrea Moserle – tastiere (2010-2013)
- Carlo Todeschini – chitarra (2010-2013)
- Gabriele Magrini – batteria (2013-2014)
- Chris Deets – batteria (2014-2015)

## Discografia

### Album in studio
- 2009 – On Your Glory We Build Our Empire
- 2012 – To Keep Us Safe
- 2014 – We Are All Sinners (prodotto da Daniele Nelli[9])

### EP
- 2007 – Count the Seconds Before Your Last Breath (Demo)

### Apparizioni in raccolte
- 2012 – Punk Goes Pop 5